# Société d'émulation de Bruges

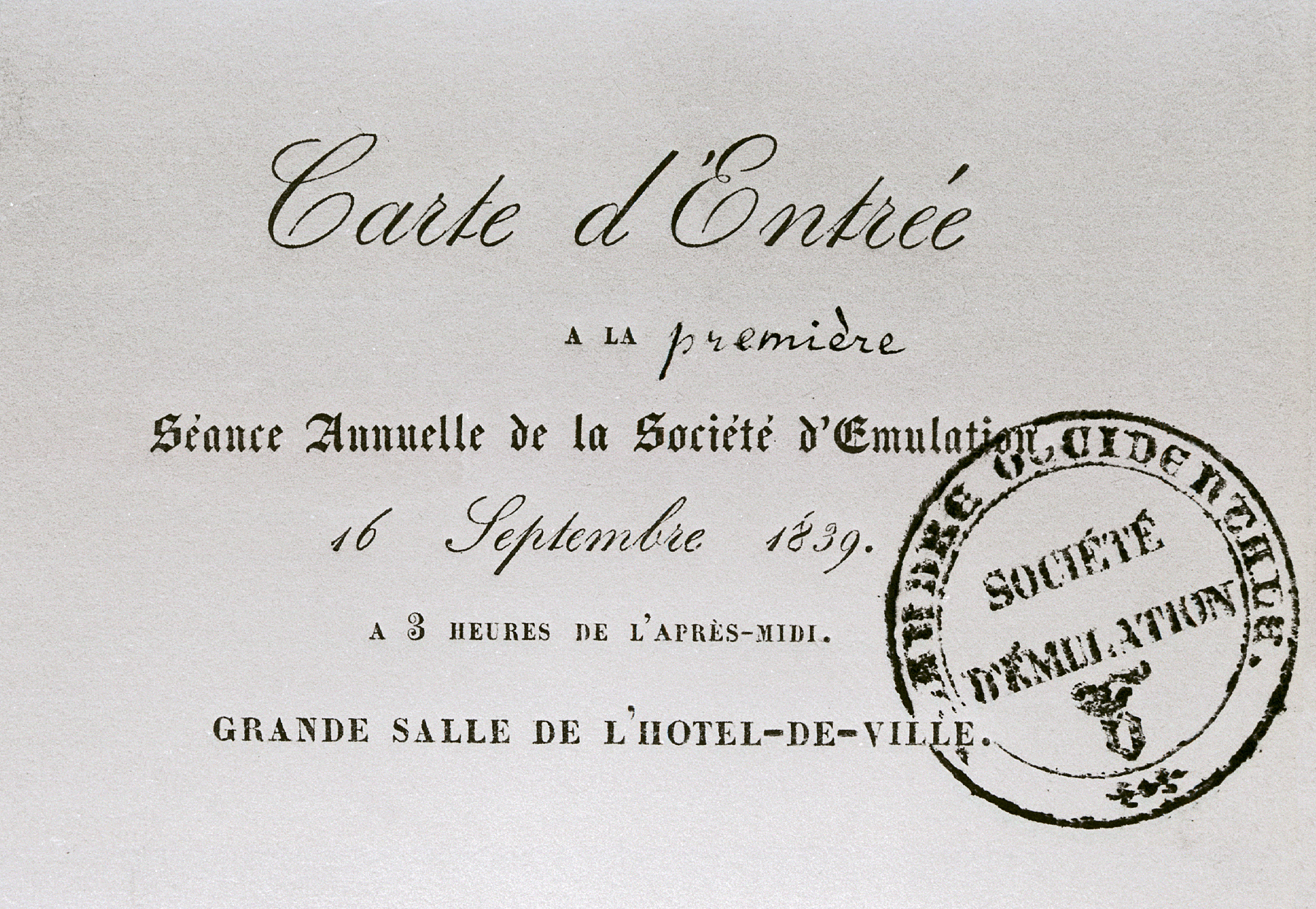
Carte d'entrée à la première séance annuelle de la société d'émulation de Bruges le 16 septembre 1839.

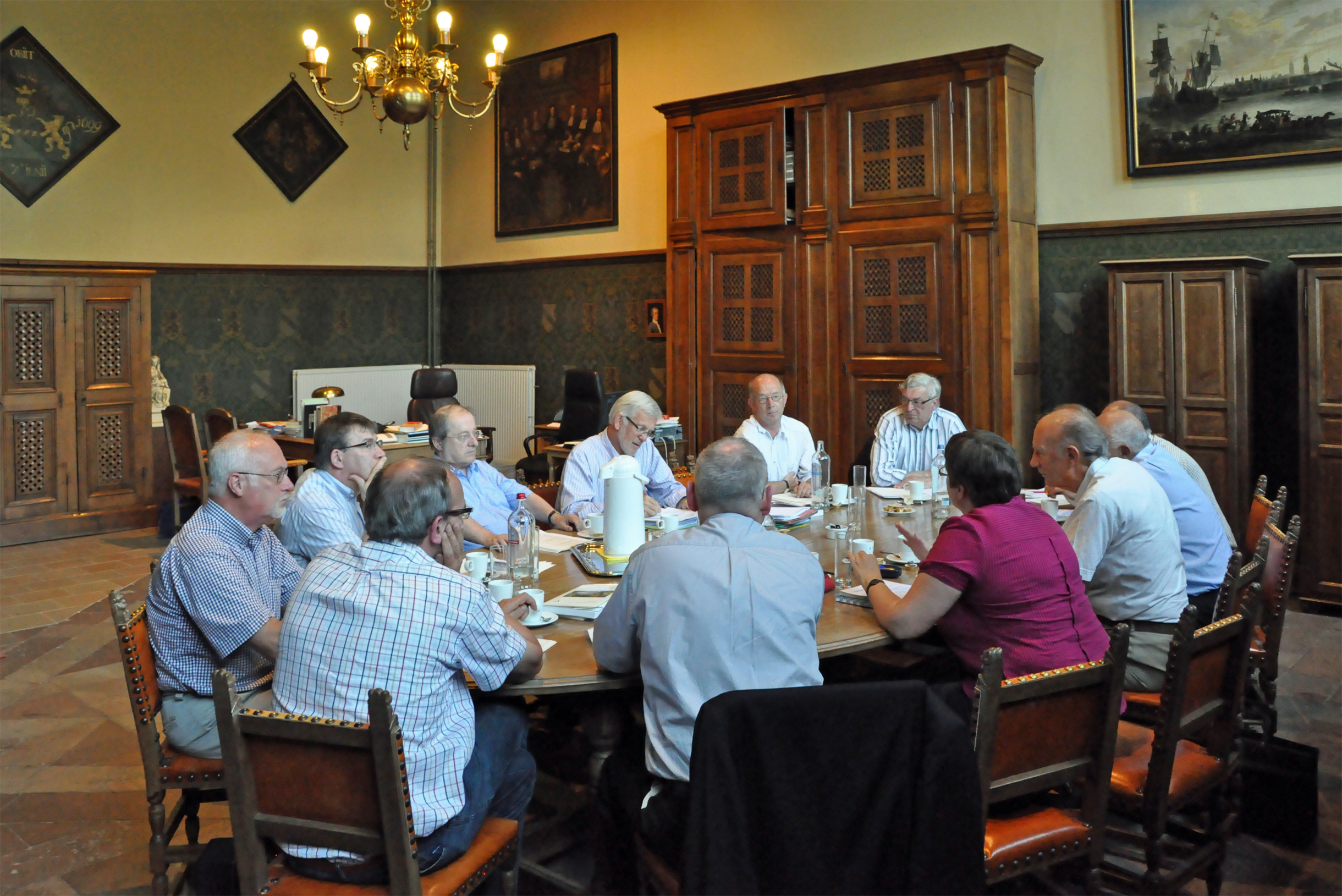
Une réunion du comité directeur de la société d'émulation de Bruges en juin 2010.

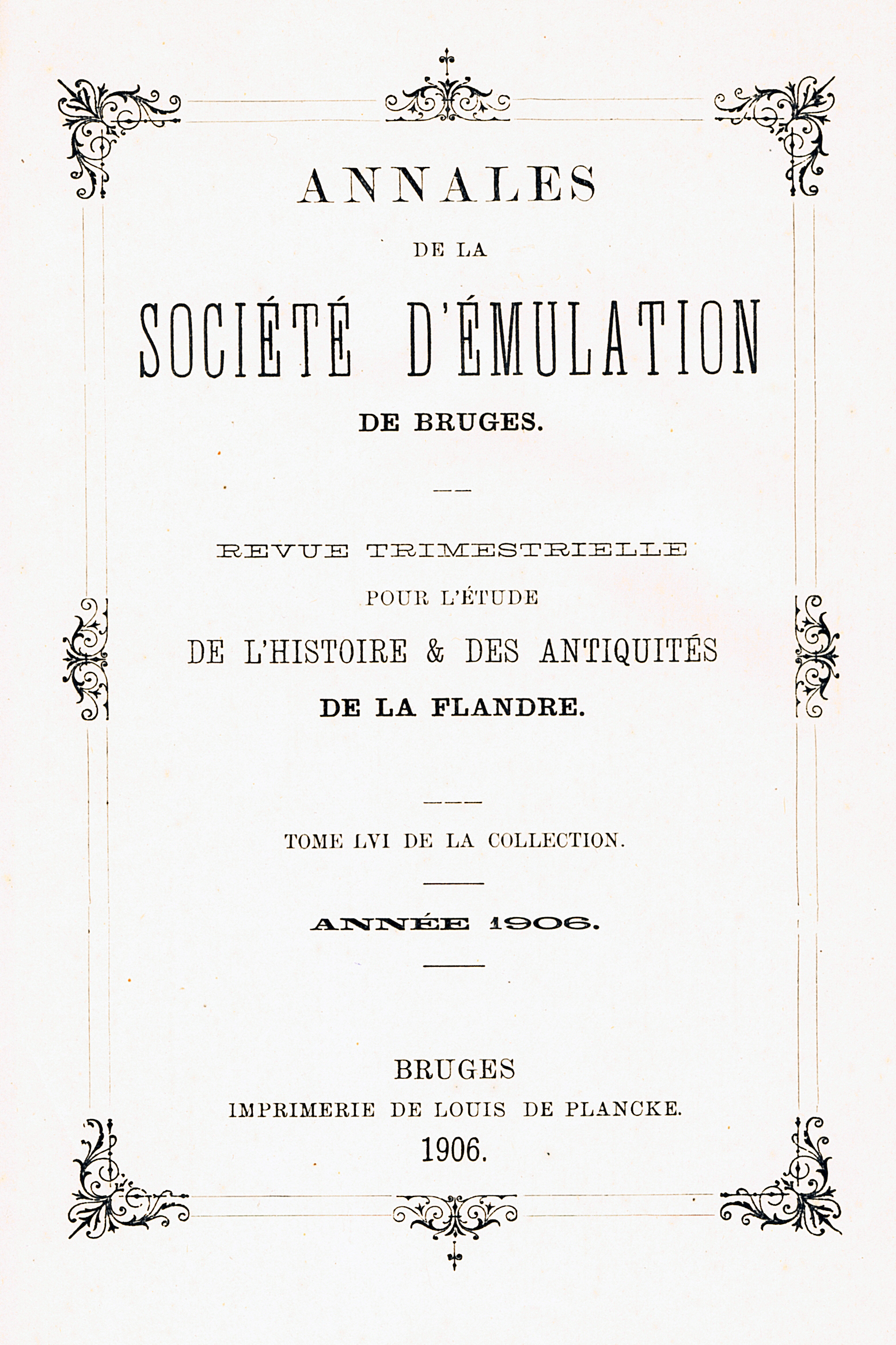
Annales de la Société d'émulation de Bruges, (1906).

La Genootschap voor Geschiedenis te Brugge appelée originellement Société d'émulation pour l'histoire et les antiquités de Bruges et de la Flandre Occidentale, à l'instar des autres sociétés d'émulation et des sociétés savantes qui fleurissaient au XIXe siècle, regroupe des érudits et notables locaux, intéressés par la culture de leur région et désireux de mettre leurs efforts en commun afin de la promouvoir et de l'étudier.

## Motif social
Le but principal de la société était et demeure d'entreprendre des recherches historiques, de publier des documents anciens et de vieilles chroniques, de décrire de vieux monuments, de mettre en lumière la biographie des personnalités qui ont fait la gloire de la Flandre occidentale, etc.

## Histoire
La Société d'Émulation de Bruges fut fondée par décision du 1er septembre 1838. Ses statuts furent officiellement approuvés le 16 janvier 1839. Le nom complet en était « Société d'Émulation pour l'histoire et les antiquités de Bruges et de la Flandre Occidentale ».
Le premier promoteur de sa création en fut un ecclésiastique érudit, le chanoine Charles Carton assisté par des brugeois intéressés par l'histoire, les abbés Joseph-Olivier Andries et Ferdinand Van de Putte, l'orfèvre François De Hondt et le pharmacien Philippe De Stoop chez qui les membres de la société se réunissaient.

## Publications
La société publia des Annales en langue française tout au long du XIXe siècle. Les quatre premiers articles en néerlandais parurent dans les livraisons de 1905 et ils augmentèrent régulièrement en nombre. La livraison de 1927 comptait 8 articles en néerlandais contre six en français, la livraison de 1930 onze articles en néerlandais contre trois en français. En 1939 parut la première livraison intégralement en néerlandais. Depuis, la grande majorité des articles et l'entièreté des notes, chroniques et recensions sont dans cette langue. N'empêche qu'au fil des années des articles en français et en anglais furent accueillis et continuent de l'être.

## Évolution actuelle
En 1934 la société prit un nom bilingue en ajoutant à son nom français : « Genootschap voor Geschiedenis ».
Depuis 1979 elle s'appelle officiellement Genootschap voor Geschiedenis te Brugge (Koninklijk depuis 1989). Pour autant elle n'a pas oublié ses origines, et mentionne comme son nom sur toutes ses publications « Genootschap voor Geschiedenis 'Société d'Emulation' ».
Elle est en Belgique à ce jour la plus ancienne société d'histoire toujours en activité.